# スパイダーマン (1978年の映画)
- スパイダーマン > スパイダーマン (東映) > スパイダーマン (1978年の映画)
- 東映まんがまつり > スパイダーマン (1978年の映画)

『スパイダーマン』は、マーベル・コミックのキャラクターであるスパイダーマンを題材にした1978年の日本のスーパーヒーロー映画。日本のテレビシリーズ「スパイダーマン」のスピンオフ作品。監督は竹本弘一、主演は香山浩介（藤堂新二）、製作は東映。

## 設定
第10話（「炎地獄にへび女の涙を見た」）と第11話（「モンスター教授のウルトラ毒殺」）の間の出来事である。
鉄十字団は、口から魚雷を発射できる「マシーンベム海魔王」を使って、石油タンカーを破壊している。スパイダーマンは、鉄十字団を阻止するためにインターポール捜査官の間宮十三の助けを借りる。スパイダーマンはスパイダーブレスレットでマーベラーを呼び、マシーンベム海魔王のミサイルを空中で爆発させてコンビナートの爆撃を阻止する。その後、マシーンベム海魔王は巨大化したため、スパイダーマンはマーベラーから巨大ロボレオパルドンに変形させ、マシーンベム海魔王を倒す。

## キャスト
- スパイダーマン / 山城拓也 - 香山浩介
- 佐久間ひとみ - 三浦リカ
- 山城新子 - 大山いづみ
- 山城拓次 - 矢葺義晴
- 間宮十三 - 仲谷昇
- モンスター教授 - 安藤三男
- 吉田冴子 / アマゾネス - 賀川雪絵
- ナレーター - 大平透
- マシーンベム海魔王の声 - 飯塚昭三

## 主題歌
オープニングテーマ「駆けろ！スパイダーマン」
作詞 - 八手三郎 / 作曲 - 渡辺宙明 / 歌 - ヒデ夕樹（コロムビアレコード SCS-421）
エンディングテーマ「誓いのバラード」
作詞 - 八手三郎 / 作曲 - 渡辺宙明 / 歌 - ヒデ夕樹（コロムビアレコード SCS-421）

## 製作
監督は竹本光晴、脚本は高久進である。間宮十三はこの映画が初登場で、その後、シリーズの第11話、第12話、第14話の3話に登場した。映画はシリーズのエピソードと同じ長さだが、シネマスコープサイズで撮影されている。
スタントは、ジャパン・アクション・クラブ（JAC）が振り付け、アクロバットを披露している。

## 公開
1978年7月22日に開催された東映まんがまつりでプレミア上映された。アメリカ以外の一部の地域で公開された。他のシリーズと同様に、2009年にマーベルの公式サイトで「エピソード0」としてストリーミング配信された。その後（2010年代中頃）、映画もエピソードも削除された。

## 同時上映
- 長靴をはいた猫（リバイバル版）
- 宇宙海賊キャプテンハーロック アルカディア号の謎
- 宇宙からのメッセージ・銀河大戦
- キャンディ♡キャンディの夏休み